# Ange Flégier
Pour les articles homonymes, voir Flégier.
Ange Flégier est un compositeur et peintre français né le 25 février 1846 à Marseille et mort dans cette même ville le 8 octobre 1927. 
Son nom est aujourd'hui presque totalement oublié bien qu'il soit l'auteur d'une mélodie sur un célèbre poème d'Alfred de Vigny (sous-titré « poème pittoresque » sur la partition), dont on connaît encore le premier vers (et même parfois la musique) : « J'aime le son du cor le soir au fond des bois », le célèbre « cor de Flégier », qui fut notamment enregistré par Fédor Chaliapine.

## Biographie
Ange Flégier fut admis au Conservatoire de Paris en 1866 dans la classe de composition d'Ambroise Thomas. Au XIXe siècle, l'aboutissement des études de composition au Conservatoire de Paris était le concours du prix de Rome de l'Institut de France. En 1869, Flégier concourut et termina parmi les six finalistes. Ange Flégier acheva sa formation au Conservatoire de Paris sans être lauréat de l'école.  
Il reçoit les palmes académiques en 1884 comme officier d'académie, puis est lauréat du prix Chartier de l'Académie des beaux-arts pour sa production dans le domaine de la musique de chambre en 1902. En 1903, il est nommé chevalier dans l'ordre de la Légion d'honneur. 
Flégier est l'auteur d'une œuvre abondante (plus de 300 numéros), comprenant de la musique pour piano (y compris un concerto, 1900), des mélodies (dont des mises en musique de poèmes écrits pas sa sœur Blanche Sari-Flégier), l'opéra-comique Fatma créé au Grand Théâtre de Marseille en 1875, l'oratorio Ossian (Marseille, 1885), et surtout de la musique de chambre, en particulier plusieurs œuvres pour bois dans des formations inusitées : trio pour hautbois, clarinette et basson (1896), quatuor pour deux hautbois et deux bassons, ainsi qu'un dixtuor pour flûte, hautbois, clarinette, basson, cor et quintette à cordes, créé en 1898 aux Concerts-Rouge, et dont le Larousse de l'époque relève qu'il est le premier de son genre, le mot dixtuor ayant même été forgé par Flégier pour l'occasion.
Il décède à Marseille, des suites d'un écrasement par un tramway, et est enterré au Cimetière Saint-Pierre. Son neveu, le sculpteur et médecin Maurice Mangepan-Flégier, réalisa son masque funéraire, allant contre ses dernières volontés sans le savoir.

## Dernières volontés
Ses dernières volontés sont une curiosité ; ci-dessous une copie publiée dans La semaine artistique du 11 octobre 1917 :
Considérations et dispositions concernant mes funérailles
Toutes les religions étant basées sur l'ignorance et l'exploitation de l'humanité, je veux être enterré civilement, et le plus simplement possible. Le corbillard des pauvres, ou la classe la plus basse.
Les fleurs étant faites pour la joie et le plaisir, je ne veux ni fleurs ni couronnes. Les décorations seules devront figurer derrière mon cercueil, sur un coussin noir placé devant la porte du corbillard.
Le deuil résidant dans la douleur et non dans le costume, et ne servant qu'à attrister ceux qui le voient, et non ceux qui le portent, je demande à ce que personne ne prenne le deuil au sujet de ma disparition. Par conséquent, pas de messe de sortie de deuil, ni d'anniversaire, ni autre cérémonie religieuse.
La manipulation d'un trépassé étant une profanation de la dépouille mortelle, je demande:
1° à ne pas être habillé si je meurs dans mon lit et à être tout simplement enveloppé dans un linceul ou drapé à l'antique.
2° si je meurs en costume de ville, à être laissé tel que je serai au moment de mon décès.
Je ne veux à mon chevet mortuaire ni croix ni cierge allumé ni eau bénite ni branche de buis ni aucun objet religieux.
Le souvenir des disparus devant se perpétuer à l'état sain et vivant et non à l'état de cadavre, je défends de la façon la plus absolue qu'on montre mon corps à qui que ce soit. C'est là ce qui distingue selon moi le vrai culte des morts de ce que j'appellerai le culte des cimetières, ou de la putréfaction.
Je désire que ces dispositions soient rendues publiques.
Fait à Marseille le 25 avril 1913.
signé Ange Flégier

## Discographie
Un disque est sorti en 2016 avec ses mélodies pour voix de basse et piano, Ange Flégier, Mélodies for Bass Voice and Piano, avec Jared Schwartz, basse, Mary Dibbern, piano, et Thomas Demer, alto ; Toccata Classics, TOCC 0306, Londres, enregistré au Cathédral de St Matthew, Dallas, Texas, 27-28 avril, 2016 ; livret d'Hervé Oléon. Les mélodies enregistrées sont : Le Cor, La Poésie, Au crépuscule, L'Homme et La Mer, La Neige, Le Manoir, À la dérive, Chant d'automne, Apaisement (avec alto obligé), Les Larmes, O Salutaris, Je ne sais pourquoi, et Ma coupe.